# 塞勒姆鎮區 (伊利諾伊州馬里昂縣)
塞勒姆鎮區（英語：Salem Township）是位於美國伊利諾伊州馬里昂縣的一個行政鎮區。

## 地方資料
根據2010年美國人口普查的數據，塞勒姆鎮區的面積為92.50平方千米，當中陸地面積為91.60平方千米，而水域面積為0.90平方千米。當地共有人口8993人，而人口密度為每平方千米97.22人。